# سالي إليس
سالي إليس (بالإنجليزية: Sally Ellis) هي منافسة ألعاب القوى بريطانية، ولدت في 17 مايو 1958 في لیندهرست ‏ في المملكة المتحدة.

## وصلات خارجية
- سالي إليس على موقع الاتحاد الدولي لألعاب القوى (الإنجليزية)
- سالي إليس على موقع ThePowerOf10.info (الإنجليزية)
- سالي إليس على موقع رابطة إحصائيات سباق الطريق (الإنجليزية)
- سالي إليس على موقع أوليمبيديا (الإنجليزية)
- سالي إليس على موقع اتحاد ألعاب الكومنولث (مؤرشف) (الإنجليزية)